# Hiéronymos de Rhodes
Pour les articles homonymes, voir Hiéronyme.
Hiéronymos de Rhodes, souvent latinisé en Hieronymus de Rhodes ou francisé en Hiéronyme de Rhodes, est un philosophe de l'école péripatéticienne, fondée par Aristote, qui vivait au IIIe siècle av. J.-C. De ses œuvres, seuls quelques fragments nous sont parvenus.
Il est cité par Cicéron. Pour Strabon il fait partie des rhodiens  « digne d'être mentionnés ».

## Biographie
On dispose de très peu de renseignements sur sa vie. En s'appuyant sur les événements et personnes citées dans certains des fragments de ces œuvres qui ont été conservés, ainsi que sur des témoignages anciens, les historiens estiment qu'il a vécu au IIIe siècle av. J.-C., plutôt dans les deux premiers tiers de celui-ci. Rien ne permet de déterminer la date de sa mort. Rudolf Daebritz (de) a proposé qu'il ait vécu d'environ -290 à environ -230. Il est né à Rhodes où il a pu être formé à  la philosophie aristotélicienne, car Eudème de Rhodes l'y avait introduite, peut-être par Praxiphane. Il semble avoir vécu à Athènes. Il s'est opposé à Lycon de Troade, scholarque du Lycée de -268 à -224. 
Des confusions sont possibles avec des homonymes, comme Hiéronymos de Cardie.

## Œuvres
Les anciens citent les titres de certaines de ces œuvres :
1. Sur la suspension [du jugement]
2. Sur l'ivresse
3. Sur les poètes
4. Sur les poètes tragiques (probablement une partie du précédent)
5. Sur les citharèdes (le livre V de "Sur les poètes" selon un témoignage)
6. Mémoires historiques
7. Mémoires variés (possiblement le même ouvrage que le précédent)
8. Lettres (attribution incertaine)
9. Sur la synochè (la signification de synochè  — cohérence ? — n'est pas claire, il s'agit peut-être en fait du premier ouvrage cité).

Des témoignages sur ces travaux font penser qu'il a pu écrire d'autres œuvres (dont les titres ne sont pas attestés) :
1. Sur le telos, d'après en particulier le De finibus de Ciceron
2. Sur l'éducation
3. Sur la colère
4. Critique littéraire
5. Sur la perception, selon le seul témoignage, d'un texte de Plutarque, propos de table I.8 626a-b, qui rapporte le propos d'un convive au sujet d'une théorie corpusculaire de la perception visuelle et olfactive. Ce convive parait être Hyéronymos, dont le nom est mentionné, mais ce n'est pas certain car le texte à cet endroit est lacunaire, et d'autre part la théorie est d'inspiration épicurienne[4].